# Grünsee (Alpes de Berchtesgaden)
Le Grünsee est un lac dans les Alpes de Berchtesgaden, situé dans la commune de Bavière de Schönau am Königssee, au sein du parc national de Berchtesgaden, près de la frontière avec l'Autriche.

## Géographie
Il se situe à 2,1 km au sud-ouest à vol d'oiseau du Königssee et à 670 m au nord-ouest du Grünsee-Alm (1 598,7 m d'altitude). Le lac et le Schwarzensee à 1 050 m au nord-est dans le Halsboden, un plateau entre le Simetsberg et les contreforts du Funtenseetauern dans le Steinernes Meer. Il est accessible par le Sagerecksteig.
C'est un lac karstique, tout comme les lacs voisins du Funtensee (1 150 m au sud-ouest) et du Schwarzensee. Il s'écoule sous terre jusqu'au Königssee, où l'eau a besoin d'environ 6 heures sur le chemin le plus rapide.